# 2e cérémonie des Boston Society of Film Critics Awards
La 2e cérémonie des Boston Society of Film Critics Awards, décernés par la Boston Society of Film Critics, a eu lieu en 29 janvier 1982, et a récompensé les films réalisés en 1981.

## Palmarès

### Meilleur film
- Pixote, la loi du plus faible (Pixote, a Lei do Mais Fraco)

### Meilleur réalisateur
- Steven Spielberg pour Les Aventuriers de l'arche perdue (Raiders of the Lost Ark)

### Meilleur acteur
- Burt Lancaster pour le rôle de Lou Pascal dans Atlantic City

### Meilleure actrice
- Marília Pêra pour le rôle de Sueli dans Pixote, la loi du plus faible (Pixote, a Lei do Mais Fraco)

### Meilleur acteur dans un second rôle
- Jack Nicholson pour le rôle de Eugene O'Neill dans Reds

### Meilleure actrice dans un second rôle
- Mona Washbourne pour le rôle de la tante dans Stevie

### Meilleur scénario
- My Dinner with Andre – Andre Gregory et Wallace Shawn

### Meilleure photographie
- Tout l'or du ciel (Pennies from Heaven) – Gordon Willis

### Meilleur film en langue étrangère
(ex æquo)
- Taxi zum Klo •  Allemagne 
 Beau-père •  France

### Meilleur film indépendant
- Gal Young Un

### Meilleur film américain
- My Dinner with Andre

### Meilleur documentaire
- Diaries